# هانا داستون
كانت هانا داستون (تُنطق أيضًا داستين أو داستان أو دورستان أو دُنستون أو دورستون) (وُلدت باسم هانا إيمرسون في 23 ديسمبر 1657 - تُوفيت في 6 مارس 1736، أو 1737 أو 1738) امرأة بيوريتانية في مستعمرة ماساتشوستس، اختطفها مع ابنتها الرضيعة شعب أبيناكي الكيبيكي خلال حرب الملك وليام في العام 1697، إبان الغارة على هافرهيل، التي قُتل فيها 27 مستعمرًا، من بينهم 15 طفلًا. ذكرت في شهادتها أن الأبيناكي قتلوا طفلتها بعد وقت قصير من اختطافهم. أثناء احتجازها على جزيرة في نهر ميريماك في بوسكاوين بولاية نيو هامبشاير الحالية، قتلت هانا وقطعت رأس عشرة من أفراد عائلة السكان الأصليين الذين كانوا يحتجزونهم بمساعدة اثنين من الأسرى الآخرين.
بقيت حكاية اختطاف داستون مشهورة أكثر من 100 عام بعد وفاتها. وُصفت خلال القرن التاسع عشر، بأنها بطلة شعبية و«أم تقليد سلخ الرأس الأمريكي». يؤكد بعض الباحثين أن حكاية داستون أصبحت أسطورة في القرن التاسع عشر فقط لأن الولايات المتحدة استخدمت قصتها للدفاع عن عنفها ضد السكان الأصليين الأمريكيين بأنه عنف به براءة ودفاع وفضيلة. يُعتقد أن داستون هي أول امرأة أمريكية يقام لها تمثال.

## السيرة الحياتية

### الحياة المبكرة
وُلدت هانا إيمرسون في 23 ديسمبر 1657 في هافرهيل بولاية ماساتشوستس لـمايكل إيمرسون وهانا ويبستر إيمرسون، وقد كانت الأكبر من بين 15 طفلًا. تزوجت توماس داستون الابن، الذي كان فلاحًا وصانع طوب عندما بلغت العشرين من العمر. كانت عائلة إيمرسون قد جذبت اهتمامًا سابقًا عندما أُعدمت إليزابيث إيمرسون، أخت هانا الصغرى، بتهمة قتل الرضيع في 8 يونيو 1693. اتهمت إحدى قريبات هانا، مارثا توثاكر إيمرسون، ووالدها، روجر توثاكر، بممارسة السحر وحوكمت في محاكم الساحرات في سالم (1692-1693).

### الأسر
عاشت هانا، وزوجها توماس، وأطفالهما التسعة، ومنهم طفل حديث الولادة، في هافرهيل، ماساتشوستس خلال حرب الملك ويليام. تعرضت المدينة لهجوم، عندما بلغت هانا الأربعين من العمر، من قبل مجموعة تضم نحو 30 شخصًا من الأبيناكي الكيبيكين في 15 مارس 1697. قُتل 27 مستوطنًا في الهجوم (نصفهم من الأطفال)، واحتُجز 13 آخرون، سواء للتبني أو الإبقاء عليهم كرهائن للفرنسيين. هرب زوج هانا توماس، الذي كان يعد منزل طوب جديد على بعد نصف ميل تقريبًا، مع ثمانية من أطفالهما التسعة. اختطف الهنود هانا وممرضتها ماري نيف (1646-1722، الملقبة كورليس)، وأضرموا النار في منزل هانا، وأجبروا المرأتين على المشي في البرية، إذ كانت هانا تحمل ابنتها حديثة الولادة مارثا. وفقًا للشهادة الذي أدلتها هانا لكوتون ماثر، قتل آسروها مارثا البالغة من العمر ستة أيام بتهشيم رأسها في شجرة:
قاد نحو 19 أو 20 هنديًا هؤلاء بعيدًا، مع عشرة من الأسرى الإنجليز الآخرين، ولكنهم هشموا دماغ الرضيعة في شجرة قبل أن يبتعدوا، ولقى العديد من الأسرى الآخرين مصيرهم وبدأوا يشعرون بالإنهاك خلال رحلتهم الحزينة.
وُضعت هانا وماري في مجموعة عائلية تضم 12 شخصًا (ربما بيناكوكس) وأُخذوا شمالًا، «إلى موعد معين ... في مكان ما وراء بيناكوك، ولا يزالون يخبرون هؤلاء النساء المساكين بأنهن عندما يصلن إلى هذه المدينة، يجب أن يتجردوا من ملابسهم ويُجلدوا ويركضوا بين صفوف الهنود.». ضمت المجموعة صامويل ليناردسون (1683-1718)، وهو صبي يبلغ من العمر 14 عامًا قُبض عليه في وورسستر، ماساتشوستس، في أواخر عام 1695.

### الجدل
تثير أفعال هانا داستون في تحرير نفسها من الأسر جدلًا حتى اليوم. يحتفي بعض الأميركيين بها بصفتها بطلة، في حين أن البعض الآخر لا يفعل ذلك، نظرًا لأن قتل أسراها تضمن أيضًا قتل ستة أطفال. أشار بعض المعلقين إلى أن أسطورتها عنصرية وتمجد العنف. نسب البعض الآخر أفعالها إلى الدفاع عن النفس والانتقام من قتلة طفلتها.